# Timonchio
Il Timonchio (Timoncio in veneto) è un torrente che attraversa la provincia di Vicenza, scorrendo tra i comuni di Schio, Santorso, Isola Vicentina, Marano Vicentino, Malo, Villaverla e Caldogno.

## Storia
Il nome Timonchio potrebbe derivare da timunculus, ma non è certo.

## Idrografia
Nasce tra il monte Summano e il monte Novegno sull'altopiano del Tretto e percorre la pianura tra Santorso e Marano Vicentino, dove si incontra con il torrente Leogra, molto più grosso di portata e con notevoli quantità di detrito che riempi l'alveo ad ogni alluvione. A nord di Caldogno si aggiunge l'Igna, che proviene dalle colline delle Bregonze, alcune rogge che drenano i campi e alcune risorgive della zona soprastante, comprese alcune di Novoledo, molte usate una volta per il grande e ottocentesco acquedotto Vicenza-Padova, oggi pescante più in profondità. Poi si unisce al Bacchiglioncello, che non è altro che l'unione di molte risorgive ulteriori, della zona a sud di Dueville. Cambia nome in Bacchiglione solo dopo questo punto, a Vivaro, dove effettua un'ansa a gomito. A Cresole quindi è già Bacchiglione, scendendo a nord della città di Vicenza.
È un torrente alluvionale e generalmente a secco nella sua parte alta, ma le sue piene possono essere disastrose, come nel novembre 1966 quando allagò molti campi e abitazioni nei comuni di Caldogno e in altri nei quali passa e il 1º novembre 2010 quando ha rotto gli argini nel comune di Caldogno, provocando gravi danni. Il punto di rottura è lo stesso. Questo è provocato perché il letto del torrente non è pulito. Attualmente (2013) nel suo corso medio, cioè da dove si unisce il Leogra, c'è mezzo milione di metri cubi di ghiaione, ghiaia, ghiaino e sabbie grossolane. L'attuale livello del letto del torrente è pensile, con una media di circa 2,5 metri, rispetto al livello di 100 anni fa. Il punto della rotta del 2010 è una curva, dove il Genio Civile aveva costruito 3 pennelli di deviazione delle acque, per non fare alzare troppo l'acqua a sud, solo che sono stati costruiti troppo alti e con un'inclinazione eccessiva, facendo così che la corrente venisse frenata con ulteriore deposito del materiale trasportato, con conseguente esondazione arginale di superficie, qualche decina di metri prima, cioè sulla cotica erbosa superficiale, che dopo alcuni minuti è stata erosa, aprendo la falla di alcune decine di metri, deviando la maggior parte del flusso, verso Cresole, con direzione chiesa, quella che doveva essere la zona golenale, già disegnata dopo il 1966.
Un convegno ha riportato che 5 su 6 rotture d'argine nel Veneto, del 2010-2013, sono state provocate dalle opere del Genio.
Dopo il campo sportivo, sommerso per ben 2 metri esatti (rimanevano fuori solo le traverse delle porte a 217), l'acqua finiva a riconvogliarsi davanti al ponte a contro la nuova lottizzazione, dove rimaneva annegato Giuseppe Spigolon, andato a mettere al sicuro le cose più preziose del suo garage. La velocità d'innalzamento dell'acqua in quella zona è stata molto veloce e quindi ha sorpreso "Bepi" all'interno, chiudendogli il basculante alle spalle. La protezione civile, mal organizzata per questo evento, per "scarsità di materiale cerebrale umano", non ha potuto far niente in merito.
L'attuale alveo è la sistemazione nuova, trovata costruendo argini nuovi in una zona bassa più ad est, rispetto al vecchio alveo, venduto nel 1827, perché ormai troppo pieno di ghiaione e troppo pensile, quando in quell'anno ruppe verso Villaverla, inondandola. La ghiaia drenante che vi era sopra, era una bella occasione per farla diventare strada inallagabile e fuori dal fango, come invece erano tutte le strade di quei tempi, in periodi di pioggia. Ecco che ancor oggi, nella sua parte sommitale, è strada comunale. A parte alcune zone che sono state asportate dai cavatori, la strada inizia da Case Ronzani, poi Grassure, poi Pomaroli, il centro di Capovilla, via Bozzi, via Spini, via Cà Alta, via Summano e poi per Vicenza con via S. Antonino.
Una sua rotta ottocentesca è ancora visibile da satellite nella sua curva più ad est e più bassa, dopo Ponte Marchese, con un ventaglio di conoide di ghiaia sul campo e 4 anse che si dirigono verso l'Astichello. Dopo quel punto dove fu la rotta si nota nei campi dopo altri 200 m una grande doppia ansa, con diverse altimetrie, più corrispondenti al paleo Brenta che al paleo Astico, che lì vi passavano. Anche se il secondo potrebbe essere passato sopra al primo, riempiendolo. Il primo probabilmente attorno al periodo alluvionale del 1000 a.C., mentre il secondo dopo il 589, anno della grande alluvione, che deviò il corso di tutti i fiumi veneti, e descritta sommariamente da Paolo Diacono, nel suo Historia Langobardorum, scritto attorno ai primi anni del IX secolo, forse ad Aquisgrana, alla corte dell'imperatore Carlo Magno, ma traendo le informazioni dagli scritti del papa di quel tempo triste, sia economicamente, che politicamente, culminato con la più grande alluvione che la storia ricordi.